# Gewone fluweelhoren
De gewone fluweelhoren (Velutina velutina) is een slakkensoort uit de familie van de Velutinidae. De wetenschappelijke naam van de soort werd in 1776 voor het eerst geldig gepubliceerd door Otto Friedrich Müller als Bulla velutina.

## Kenmerken
De gewone fluweelhoren is een kleine zeeslak met een transparante schelp en een maximaal geregistreerde schelplengte van 27,5 mm. De maximale lichaamsgrootte is 15 tot 50 mm. De kleur is geelwit tot paarsroze. De opperhuid is geelbruin tot olijfgroen, bij levende dieren fluweelachtig, bij oud en dood materiaal vezelig of afgesleten.

## Verspreiding
De fluweelhoren is een circumboreale slakkensoort. Het verspreidingsgebied loopt van het Arctisch-gebied, het Skagerrak en het Kattegat tot in de Noordzee. Tevens langs de Atlantische westkust van de Britse Eilanden tot in de Middellandse Zee. Elders langs de Amerikaanse oost- en westkust. In de Noordzee onder andere bij Helgoland in de Tiefen Rinne, maar ook op verspreide locaties ten westen van het Nederlands Continentaal Plat. Deze soort voedt zich met zakpijpen, zoals Ascidia virginea en soorten van het geslacht Styela die dezelfde kleur hebben als het dier.